# Panthera pardus sindica
El leopardo de Baluchistán (panthera pardus sindica) es una subespecie de leopardo persa que habita en la región del Baluchistán. Dada la inestabilidad política de la zona se desconocen datos exactos sobre su población, siendo noticia en ocasiones por ataques sobre personas cuyas investigaciones son igual de confusas.